# Hamlet (singel)
Hamlet – pierwszy singel rockowego zespołu Maanam wydany w 1979 roku. Muzykę skomponował do słów Kory, Marek Jackowski, który także śpiewa w utworze „Oprócz” znajdującym się na stronie B singla. Kora i Jackowski za własne pieniądze nagrali piosenki w katowickim studio Polskiego Radia. Nagrań dokonano z sesyjnymi muzykami z zespołu Dżamble. „Hamlet” był pierwszym utworem, który wprowadził Maanam do radia, a „Oprócz” stał się klasykiem w karierze zespołu i jest jedynym utworem w dyskografii Maanamu śpiewanym przez Jackowskiego. Pierwszy z nich zajął drugie miejsce na liście przebojów Studia Gamma, zaraz za Czesławem Niemenem. Podczas sesji nagraniowej zarejestrowane zostały także dwa inne utwory „Chcę ci powiedzieć” oraz „Czemu więc uciekasz” (pierwsza wersja Bluesa Kory). 
Piosenki te znalazły się na następujących płytach:
Hamlet
- The Singles Collection (1991)
- Hamlet 1997 (CD singel)
- Gwiazdy polskiej muzyki lat 80. – vol. 2 (2007)

W 1997 zespół nagrał nową, rockową wersję utworu pt. „Hamlet 1997” i wydał ją na singlu promującym album Rockandrolle.
Oprócz
- The Singles Collection (1991)
- Efil Ned Log (Golden Life, 1993)
- Samasyrop – Golden Hits (Golden Life, 1999)
- Gold (Golden Life, 2000)
- Polski Rock – Kora i Maanam (2010)

W 1993 polski zespół Golden Life zamieścił własną interpretację utworu „Oprócz” na swoim albumie pt. Efil Ned Log. W następnych latach piosenka ukazała się na dwóch składankach zespołu Sama syrop – Golden Hits (1999) oraz Gold (2000)

## Skład
- Kora – śpiew
- Marek Jackowski – gitary, śpiew

muzycy sesyjni
- Wiesław Wilczkiewicz – gitary
- Marian Pawlik – gitara basowa, conga
- Benedykt Radecki – perkusja
- Stefan Sendecki – instrumenty klawiszowe

Kamil Sipowicz o utworach:

„Mimo tego, że Maanam istniał od 1975 roku , przez cztery lata nikt z mediów się nim nie zainteresował. Marek Jackowski i Kora postanowili za własne pieniądze (w ówczesnych socjalistycznych czasach było to bardzo nietypowe) nagrać cztery utwory w katowickim studio Polskiego Radia. Nagrania dokonano z sesyjnymi muzykami z zespołu Dżamble. Tak powstało śpiewane przez Marka nieśmiertelne OPRÓCZ i HAMLET, który wprowadził Maanam po raz pierwszy do radia. Podczas tej sesji, zarejestrowano dodatkowo 'Chcę Ci powiedzieć' i 'Czemu więc uciekasz' (pierwszą wersję "Blues'a Kory"...)”